# Сарни (пункт контролю)
51°20′18.1″ пн. ш. 26°36′9.8″ сх. д. / 51.338361° пн. ш. 26.602722° сх. д.
Са́рни — пункт контролю на державному кордоні України на кордоні з Білоруссю.
Розташований у Рівненській області, Сарненський район, на залізничній станції Сарни в однойменному місті на залізничному відрізку Сарни — Лунинець (Білорусь). Відстань до державного кордону — 50 км.
Вид пункту пропуску — залізничний. Статус пункту пропуску — міжнародний.
Характер перевезень — пасажирський, вантажний.
Окрім митного та прикордонного контролю, пункт контролю «Сарни» може здійснювати санітарний, фітосанітарний, ветеринарний та екологічний контроль.
Пункт контролю «Сарни» входить до складу митного посту «Сарни-енергетичний» Енергетичної регіональної митниці. Код пункту пропуску — 12402 02 00 (12).